# Раздольное (Ставропольский край)
Раздо́льное — село в Новоалександровском городском округе Ставропольского края России.

## Варианты названия
- Привольное,
- Привольный[2].

## География
Расстояние до краевого центра: 100 км. Расстояние до районного центра: 19 км.

## История
Дата основания: 28 августа 1880 года.
Хутор Привольный возник на землях станицы Новотроицкой.
Так как хутор расположен на небольшой речке Терновке, то он имел ещё и другое название — Терновая Балка или Терновский. В 1963 году Новоалександровский район был упразднён и его территория была слита с Красногвардейским районом. Во вновь образованном Красногвардейском районе оказалось два населённых пункта с одинаковым названием: хутор Привольный и село Привольное. Это создавало недоразумения в получении корреспонденции и собирании статистических данных. Поэтому 7 апреля 1963 года собрание депутатов хутора предложило переименовать хутор Привольный в село Раздольное.
Указом Президиума Верховного Совета РСФСР от 12 июня 1963 года хутор был преобразован в село и переименован в Раздольное.
До 1 мая 2017 года село было административным центром упразднённого Раздольненского сельсовета.

## Население
| 1989 | 2002  | 2010  | 2014  | 2021  | 2023  |
| ---- | ----- | ----- | ----- | ----- | ----- |
| 2231 | ↗2537 | ↘2221 | ↘2200 | ↘2193 | ↘2168 |

По данным переписи 2002 года, 94 % населения — русские.

## Инфраструктура
- Централизованная клубная система[13]
- Раздольненская сельская библиотека — филиал № 13 Новоалександровской ЦБС[14]
- Участковая больница. Здание 1964 года[15].
- Музей. Открыт 20 июля 1990 года[3]
- Агрофирма «Раздольное». Основана 29 октября 1991 года[16]

## Образование
- Детский сад № 21 «Гнёздышко»[17]
- Средняя общеобразовательная школа № 6[18]. Открыта 1 сентября 1966 года[19]
- Детская музыкальная школа[20]
- Детский оздоровительно-образовательный (профильный) центр[21]

## Религия
- Храм Успения Пресвятой Богородицы[22]

## Памятники
- Братская могила советских воинов, погибших в боях с фашистами. 1942—1943, 1959 годы[23]

## Кладбище
Севернее села находится общественное открытое кладбище площадью 41 тыс. м².